# Cônego Marinho
Pour les articles homonymes, voir Marinho.
Cônego Marinho est une municipalité brésilienne de l'État du Minas Gerais et la microrégion de Januária.